# ألبيرت فين دايسي
ألبيرت فين دايسي (1835-1922)، يعرف عادةً باسم بي فّي دايسي، محامٍ يميني بريطاني ومنظّر دستوري. اشتهر بتأليفه كتابًا بعنوان مقدمة في دراسة قانون الدستور (1885). تعتبر المبادئ التي شرحها في كتابه جزءًا من الدستور البريطاني غير المدوَّن. أصبح أستاذًا فينيريانيًا للقانون الإنجليزي في جامعة أكسفورد، وأحد أساتذة القانون الأوائل في كلية لندن للاقتصاد، وعالمًا دستوريًا رائدًا في عصره. أشاع دايسي عبارة «سيادة القانون»، على الرغم من أن استخدامها يعود إلى القرن السابع عشر.

## سيرته الشخصية
ولد دايسي في 4 فبراير 1835. كان والده توماس إدوارد دايسي رانغلر (طالب في كامبريدج حاصل على مرتبة الشرف) في سنته الأخيرة عام 1811 ومالك صحيفة نورثامبتون ميركوري ورئيس شركة ميدلاند ريلواي. كان شقيقه الأكبر هو إدوارد جيمس ستيفن دايسي. كان أيضًا ابن عم ليزلي ستيفن وجيمس فيتزجيمس ستيفن.
تلقى دايسي تعليمه في مدرسة كينغز كوليدج في لندن وكلية باليول بأكسفورد، وتخرج مع الأوائل في الكلاسيكية في عام 1856 وفي الأدب الإنساني عام 1858. في عام 1860 حصل على منحة في كلية الثالوث الأقدس بأكسفورد، وفقدها عند زواجه عام 1872.
ضمه المعبد الداخلي إلى نقابة المحامين عام 1863، واشترك في لجنة جامايكا حوالي عام 1865، وعُين أستاذًا فينيريانيًا للقانون الإنجليزي في أكسفورد عام 1882، وشغل هذا المنصب حتى عام 1909. في أول عمل رئيسي له بعنوان مقدمة أساسية لدراسة قانون الدستور، حدد مبادئ السيادة البرلمانية والتي اشتهر بها. جادل أن البرلمان البريطاني هو «هيئة تشريعية ذات سيادة مطلقة» تتمتع «بحق سن أو إلغاء أي قانون». في الكتاب، عرّف مصطلح القانون الدستوري بأنه يشمل «جميع القوانين التي تؤثر تأثيرًا مباشرًا أو غير مباشر على توزيع أو ممارسة السلطة السيادية في الدولة». فهم دايسي أن الحرية التي يتمتع بها الرعايا البريطانيون تعتمد على سيادة البرلمان وحياد القضاء بعيدًا عن التدخل الحكومي وسيادة القانون العام. في عام 1890، عُيّن مستشارًا للملكة.
غادر أكسفورد لاحقًا وأصبح من أوائل أساتذة القانون في كلية لندن للاقتصاد والتي كانت جديدة آنذاك. نشر فيها كتابًا بعنوان تنازع القوانين في عام 1896. عند وفاته في 7 أبريل 1922، أحيا هارولد لاسكي ذكراه باعتباره «الشخصية الأكثر أهمية في علم التشريع الإنجليزي في عصر ما بعد ميتلاند».

## قائمة مؤلفاته
- مقدمة لدراسة قانون الدستور (الطبعة الثامنة بمقدمة جديدة) (1915).
- قفزة في الظلام، أو دستورنا الجديد (دراسة للمبادئ الرئيسية لمشروع قانون الحكم الذاتي لعام 1893) (1893).
- إطروحة في قواعد اختيار أطراف القانون (1870).
- قضية إنجلترا ضد الحكم الذاتي (1887).
- مجلس الملكة الخاص: مقال جائزة أرنولد (1887).
- رسائل عن الأوهام الاتحادية (1887).
- ملخص لقانون إنجلترا مع الإشارة إلى تنازع القوانين (الطبعة الأولى 1896، الطبعة الثانية 1908)؛
- وُسع لاحقًا في إصدارات مختلفة من دايسي موريس آند كولينز.
- جنة الأحمق: كونك نقدًا لدستوري حول قانون الحكم الذاتي لعام 1912 (1913).
- محاضرات عن العلاقة بين القانون والرأي العام في إنجلترا خلال القرن التاسع عشر (الطبعة الثانية) (1914).
- فطنة وردزورث: مقال. أكسفورد: مطبعة كلارندون. 1917. استُرجِعت في 7 أبريل 2018_عبر أرشيف الإنترنت.
- أفكار حول الاتحاد بين إنجلترا واسكتلندا (1920).
- «إنجلترا عام 1848». المراجعة الفصلية. 234: 221-242. أكتوبر 1920.
- جاي. دبليو. إف. أليسون، إد. (2013). طبعة أكسفورد من دايسي. أكسفورد: أكسفورد يو بي. رقم الكتاب المعياري الدولي 9780199685820. المجلد الأول يتضمن الطبعة الأولى من المقدمة، مع الإضافات الرئيسية في الإصدارات اللاحقة؛ المجلد الثاني، الدراسة المقارنة للدساتير، توفر محاضرات غير منشورة حول القانون الدستوري المقارن، مخصصة لكتاب آخر؛ يحوي كلا المجلدين تعليقات تحريرية موسعة.

## وصلات خارجية
- مؤلفات A. V. Dicey في مشروع غوتنبرغ
- أعمال أو نبذة عن ألبيرت فين دايسي على أرشيف الإنترنت